# Brigitte Hobmeier

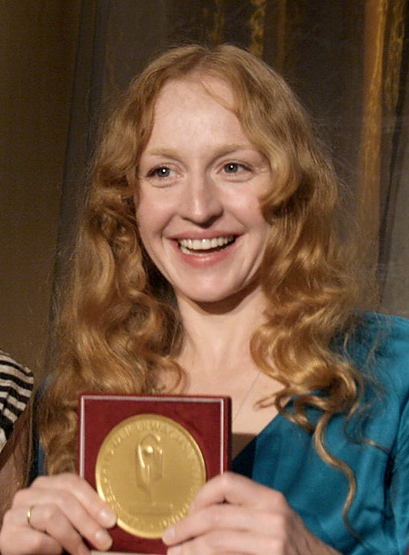
Brigitte Hobmeier 2011 bei der Verleihung des Fernsehpreises der Österreichischen Erwachsenenbildung

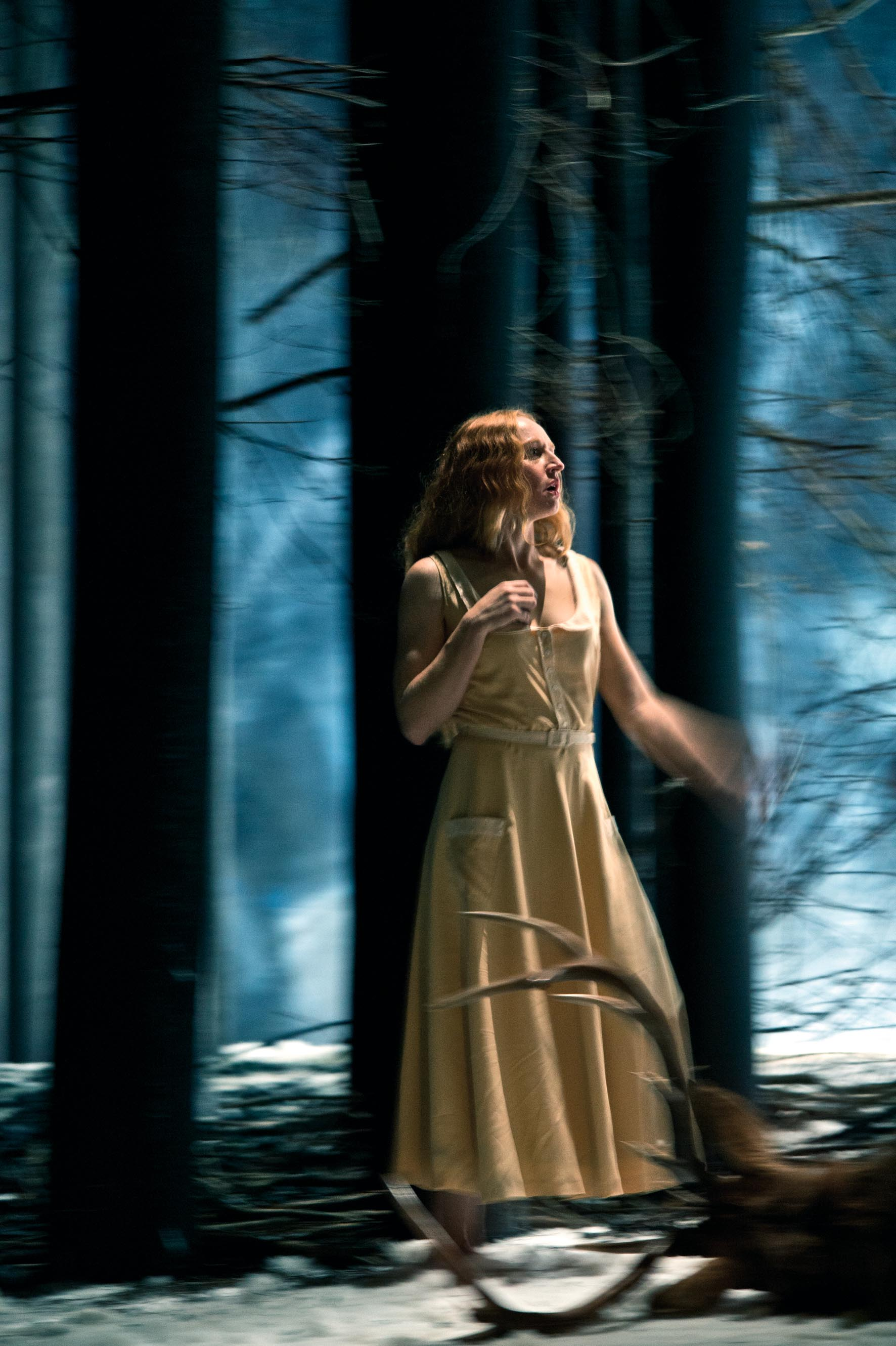
In Meine Bienen. Eine Schneise. bei den Salzburger Festspielen 2012

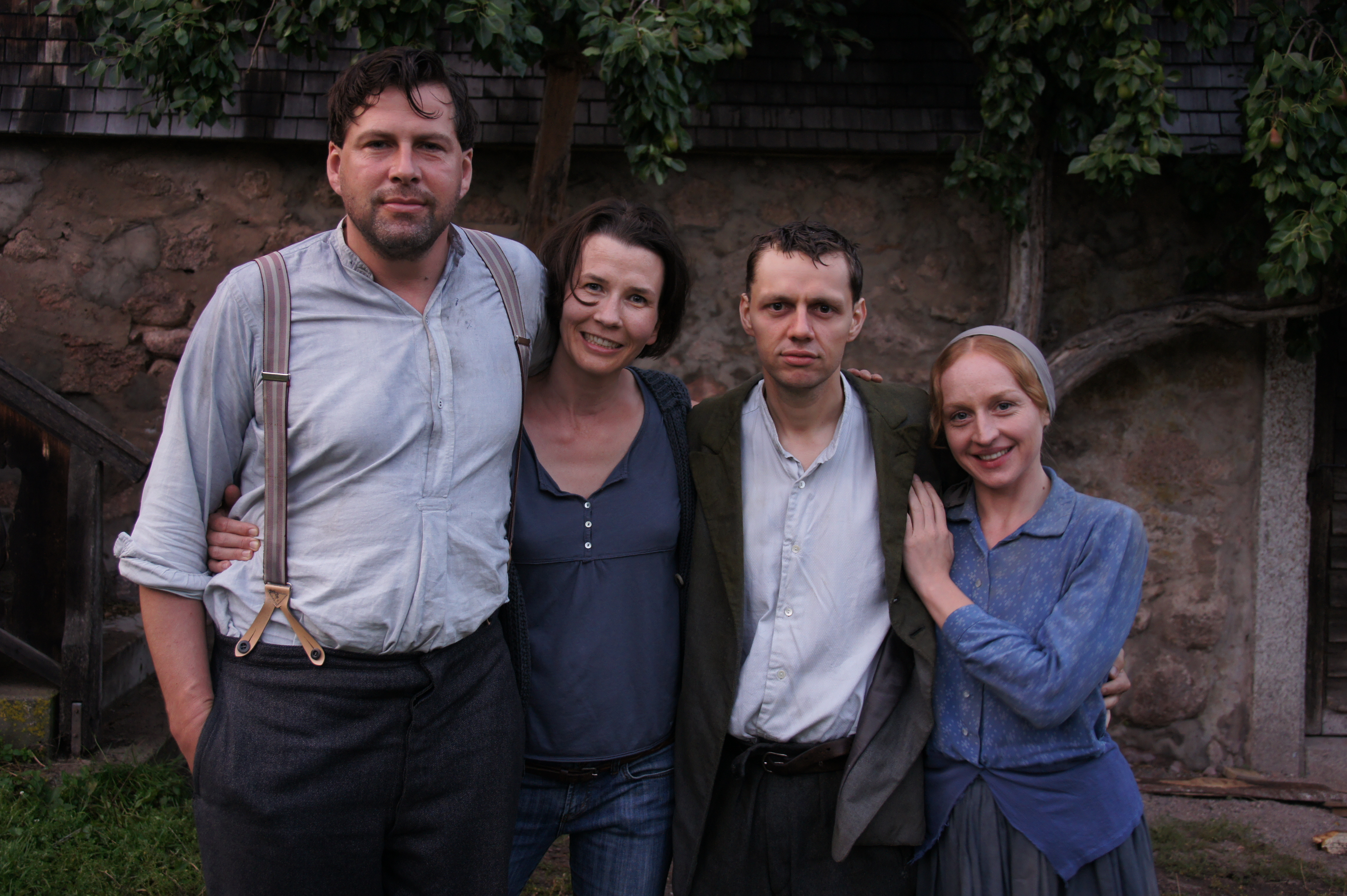
Hobmeier (r.) bei den Dreharbeiten zu Ende der Schonzeit, Juli 2011

Brigitte Hobmeier (* 2. März 1976 in München) ist eine deutsche Schauspielerin. Sie spielte von 2013 bis 2015 bei den Salzburger Festspielen die Buhlschaft im Jedermann.

## Leben
Aufgewachsen in Ismaning bei München, studierte Brigitte Hobmeier nach dem Abitur von 1996 bis 1999 an der Folkwang-Hochschule in Essen. Nach ersten Gastengagements am Landestheater Neuss und am Schauspielhaus Düsseldorf gehörte sie von 1999 bis 2001 zum Ensemble von Peter Steins Faust-Projekt. Von 2002 bis 2005 spielte sie unter Christian Stückl am Münchner Volkstheater, an dessen Bühne sie als Viola in Shakespeares Was ihr wollt, als Lulu und als Geierwally Erfolge feierte. 2004 erhielt sie den Bayerischen Kunstförderpreis.
Seit 2005 ist Brigitte Hobmeier Ensemblemitglied der Münchner Kammerspiele und war dort unter anderem als Warja in Tschechows Der Kirschgarten und in der Rolle der Gudrun Ensslin in Elfriede Jelineks Ulrike Maria Stuart zu sehen. Für ihre Interpretation der Glückssucherin Elisabeth in Ödön von Horváths Glaube Liebe Hoffnung wurde sie 2007 mit dem Faust-Theaterpreis in der Sparte Beste darstellerische Leistung im Schauspiel ausgezeichnet. Thomas Ostermeiers Bühnenfassung von Fassbinders Die Ehe der Maria Braun mit Brigitte Hobmeier in der Rolle der Titelheldin wurde 2008 zum Berliner Theatertreffen eingeladen und von der Kritik sehr positiv aufgenommen. 2010 spielte sie, abermals in einer Inszenierung von Thomas Ostermeier, neben Lars Eidinger in Lars Noréns Dämonen an der Schaubühne am Lehniner Platz. In den Münchner Kammerspielen ist sie weiterhin in der Rolle der Susn in Herbert Achternbuschs gleichnamigen Stück sowie als Kaiserin Elisabeth in Ivo van Hoves Bühnenfassung von Viscontis Ludwig II. zu sehen, die am 3. März 2011 Premiere feierte.
In den vergangenen Jahren war Brigitte Hobmeier auch vermehrt in Fernseh- und Kinoproduktionen präsent. Bereits 2003 machte sie in der Hauptrolle von Sören Voigts Identity Kills auf sich aufmerksam und gewann bei internationalen Filmfestivals zwei Darstellerpreise. 2005 wurde sie als Birgit Winkler in dem Konstanzer Tatort Das Lächeln der Madonna in einen Kunstraub verwickelt. In Martin Gypkens’ Adaption von Judith Hermanns Erzählband Nichts als Gespenster wirkte sie ebenso mit wie an der Seite von Maximilian Brückner in Marcus H. Rosenmüllers Verfilmung der Lebensgeschichte des Räuber Kneißl und in der Verfilmung von Andrea Maria Schenkels Bestseller Tannöd. Im ZDF-Historiendrama Die Hebamme – Auf Leben und Tod spielte sie die Titelrolle neben Mišel Matičević. In den vom Bayerischen Rundfunk produzierten Folgen des ARD Radio Tatorts spricht sie die Polizeiobermeisterin Senta Pollinger.
Von Juli 2013 bis August 2015 gab Hobmeier bei den Salzburger Festspielen im Jedermann die Buhlschaft. Seit der Spielzeit 2019/2020 ist sie als Gast auf den Bühnen des Residenztheaters München zu sehen.
Brigitte Hobmeier ist mit einem Schriftsteller verheiratet und hat zwei Söhne.

## Filmografie (Auswahl)
- 2001: Stiller Sturm – Regie: Tomasz Thomson
- 2003: Identity Kills – Regie: Sören Voigt
- 2003: Wir – Regie: Martin Gypkens
- 2003: Und Tschüss, Ihr Lieben (Fernsehfilm) – Regie: Connie Walther
- 2005: Marias letzte Reise (Fernsehfilm) – Regie: Rainer Kaufmann
- 2005: Tatort: Das Lächeln der Madonna – Regie: Christoph Stark
- 2006: Winterreise – Regie: Hans Steinbichler
- 2006: Raunacht (Fernsehfilm) – Regie: Stephanus Domanig
- 2006: Tod einer Freundin (Fernsehfilm) – Regie: Diethard Klante
- 2006: Nichts als Gespenster – Regie: Martin Gypkens
- 2007: Weiße Lilien – Regie: Christian Frosch
- 2008: Räuber Kneißl – Regie: Marcus H. Rosenmüller
- 2008: Tatort: Häschen in der Grube – Regie: Dagmar Knöpfel
- 2009: Die Perlmutterfarbe – Regie: Marcus H. Rosenmüller
- 2009: Hanna und die Bankräuber – Regie: Carolin Otterbach
- 2009: Tannöd – Regie: Bettina Oberli
- 2010: Tatort: Die Unmöglichkeit, sich den Tod vorzustellen – Regie: Christine Hartmann
- 2010: Die Hebamme – Auf Leben und Tod (Fernsehfilm) – Regie: Dagmar Hirtz
- 2011: Papa allein zu Haus (Fernsehfilm) – Regie: Vivian Naefe
- 2011: Sommer in Orange – Regie: Marcus H. Rosenmüller
- 2012: Ende der Schonzeit – Regie: Franziska Schlotterer
- 2012: Was machen Frauen morgens um halb vier? – Regie: Matthias Kiefersauer
- 2013: Unheil in den Bergen – Regie: Dirk Regel
- 2013: Wer hat Angst vorm weißen Mann? – Regie: Wolfgang Murnberger
- 2015: Luis Trenker – Der schmale Grat der Wahrheit – Regie: Wolfgang Murnberger
- 2015: Nussknacker und Mausekönig – Regie: Frank Stoye
- 2016: Ein Teil von uns – Regie: Nicole Weegmann
- 2017: Stadtkomödie – Die Notlüge – Regie: Marie Kreutzer
- seit 2018: Schwartz & Schwartz (TV-Krimireihe)
  - 2018: Mein erster Mord
  - 2019: Der Tod im Haus
  - 2020: Wo der Tod wohnt
- 2019: M – Eine Stadt sucht einen Mörder (Fernsehserie) – Regie: David Schalko
- 2019: Ein Dorf wehrt sich – Regie: Gabriela Zerhau
- 2019: Vorstadtweiber (Fernsehserie)
- 2020: Oktoberfest 1900 (Fernsehserie)
- 2020: Landkrimi – Steirerwut (Fernsehreihe)
- 2021: Weißbier im Blut
- 2021: Stadtkomödie – Die Unschuldsvermutung (Fernsehreihe)
- 2021: Die Chefin (Fernsehserie)
- 2021: Zimmer mit Stall: Schwein gehabt (Fernsehreihe)
- 2022: Souls (Fernsehserie)
- 2023: Schnee (Fernsehserie)
- 2023: Wald
- 2023: Tatort: Murot und das Paradies
- 2024: Allein zwischen den Fronten
- 2025: Oktoberfest 1905

## Hörspiel
- 2005: Oskar Maria Graf: Einer gegen alle. Rolle: Elly. Regie: Bernadette Sonnenbichler. BR Hörspiel und Medienkunst 2005.
- 2011: Robert Hültner – Unter Verdacht (Radio-Tatort – BR Hörspiel und Medienkunst) Rolle: Polizeiobermeisterin Senta Pollinger
- 2012: James Joyce: Dubliner. Hörspiel in 12 Teilen. Mit Sylvester Groth, Peter Fricke u. a. Regie: Ulrich Lampen. BR Hörspiel und Medienkunst 2012. Als Hörbuch im Hörverlag München erschienen. ISBN 978-3-86717-834-1.
- 2013: E. M. Cioran: Vom Nachteil, geboren zu sein – Regie: Kai Grehn (Hörspiel – SWR)
- 2014: Sabine Bergk: Ichi oder der Traum vom Roman, Regie: Judith Lorentz (DKultur)
- 2014: Robert Hültner: Wallfahrt – Regie: Ulrich Lampen (Radio-Tatort – BR Hörspiel und Medienkunst)
- 2015: Robert Hültner: Schenja (Polizeiobermeisterin Senta Pollinger) – Regie: Ulrich Lampen (Radio-Tatort – BR Hörspiel und Medienkunst)
  - Alle ARD Radio Tatorte des BR von Robert Hültner mit Brigitte Hobmeier als Polizeiobermeisterin Senta Pollinger im BR Hörspiel Pool.[9]
- 2015: Ödön von Horváth: Der ewige Spießer. Hörspiel in vier Teilen. Rolle: Anna. Regie: Bernadette Sonnenbichler / BR Hörspiel und Medienkunst 2015. Als Podcast/Download im BR Hörspiel Pool.[10]
- 2015: Elfriede Jelinek: Das Schweigende Mädchen – Regie: Leonhard Koppelmann / BR Hörspiel und Medienkunst 2015. Als Podcast/Download im BR Hörspiel Pool.[11]

## Schauspiel
- Buhlschaft in Jedermann
- In Peter Steins Faust-Projekt
- Viola in Was ihr wollt
- Lulu
- Die Geierwally (Titelrolle)
- Warja in Der Kirschgarten
- Gudrun Ensslin in Ulrike Maria Stuart
- Elisabeth in Glaube Liebe Hoffnung
- Die Ehe der Maria Braun (Titelrolle)
- Susn (Titelrolle, Herbert Achternbusch)
- Kaiserin Elisabeth in Ivo van Hoves Ludwig II.
- Nadia in Rocco und seine Brüder

## Auszeichnungen
- 2004 – Beste Schauspielerin für ihre Rolle in Identity Kills beim Internationalen Independent Filmfestival Rumänien und dem International Contemporary Filmfestival in Mexiko-Stadt
- 2004 – Bayerischer Kunstförderpreis in der Sparte Darstellende Kunst
- 2007 – Faust-Theaterpreis in der Kategorie Beste darstellerische Leistung im Schauspiel für die Rolle der Elisabeth in Glaube Liebe Hoffnung
- 2011 – Fernsehpreis der Österreichischen Erwachsenenbildung 2010 für Die Hebamme – Auf Leben und Tod
- 2011 – Theaterpreis der Landeshauptstadt München[12]
- 2012 – Nominierung für die Goldene Kamera in der Kategorie Beste deutsche Schauspielerin für Die Hebamme – Auf Leben und Tod
- 2012 – Grimme-Preis für Die Hebamme – Auf Leben und Tod
- 2012 – Beste Schauspielerin beim World Film Festival Montreal für Ende der Schonzeit[13]
- 2013 – Ulrich-Wildgruber-Preis[14]
- 2014 – Beste Darstellerin beim Bayerischen Filmpreis 2013 für Ende der Schonzeit[15]
- 2016 – Sonderpreis für herausragende Leistung beim Fernsehfilmfestival Baden-Baden für ihre Darstellung in Ein Teil von uns
- 2023 – Hessischer Fernsehpreis in der Kategorie Beste Nebenrolle für Tatort: Murot und das Paradies[16]